# Johannes Nepomukkapel (Ool)

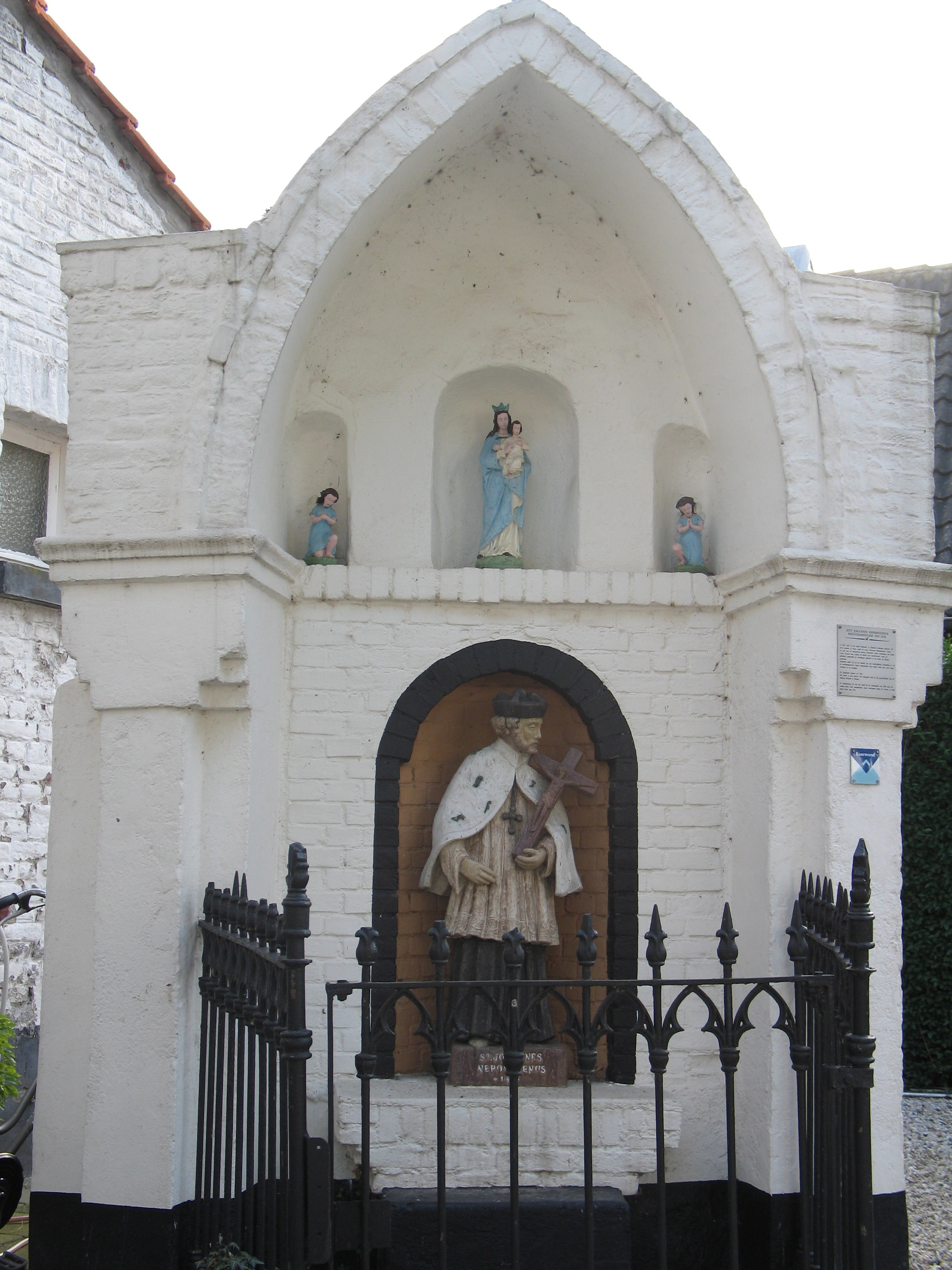
Johannes Nepomukkapel

De Johannes Nepomukkapel is een kapel te Ool, gelegen nabij Maasstraat 18.
Deze kapel werd gebouwd in 1783. Het is een open wegkapel met één grote nis en daarboven drie kleinere nissen. In de nis staat een beeld van Johannes Nepomuk. Het origineel bevindt zich in de Sint-Michaëlskerk in het naburige Herten.
Naar verluidt zou het beeld tijdens de watersnood van 1926 door de Maas zijn meegevoerd, maar op eigen kracht, tegen de stroom in, teruggedreven zijn. Deze legende komt overeen met de rol van Johannes Nepomuk als beschermheilige tegen overstromingen.